# أور-إركنشفيك
اور اركن اشويك (بالألمانية: Oer-Erkenschwick) هي بلدة ألمانية تقع في ألمانيا في ركلنهاوزن. يقدر عدد سكانها بـ 30,518 نسمة .

## المدن التوأمة
مدن North Tyneside، Halluin، لوبناو، Pniewy و بلدية كوتشيفيه ‏ هي مدن توأمة لـاور اركن اشويك.